# Niños Cantores de Villa de Cura
Niños Cantores de Villa de Cura es un coro de niños de Venezuela fundado en 1970 por el Presbítero Salvador Rodrigo.
Decretados Patrimonio Cultural de Aragua por el Consejo Legislativo del Estado Aragua.

## Historia
Los Niños Cantores de Villa de Cura surgieron en noviembre de 1970, como un pequeño coro parroquial bajo la dirección de Salvador Rodrigo. Fueron seleccionados en las escuelas públicas de la ciudad, los primeros integrantes de lo que posteriormente se bautizaría como los Niños Cantores de Villa de Cura. 
El coro de los Niños Cantores de Villa de Cura han realizado 14 giras internacionales visitando países como Colombia, Cuba, Estados Unidos, México, Italia, Bélgica, Guyana, Rumania, Bulgaria, República Dominicana, etc. Además han participado en numerosos festivales corales, entre ellos el festival Coral en Tolosa – España, V Festival Coral Internacional Centroamérica y el Caribe Cantan 2009, Festival Internacional de coros Inocente Carreño (FICIC), Festival Internacional de Coros Des Moine – Iowa- EE. UU., V Festival Coral Internacional Centroamérica y el Caribe Cantan 2009 en el teatro Juárez de la ciudad de Barquisimeto, en donde fueron los invitados de honor.

## Discografía
- "Así Cantan los Niños Cantores de Villa de Cura"
- "Desde Venezuela"
- "Antología de Aguinaldo"
- "Cantemos al Amor de los Amores"
- "Madre del Hermoso Amor.2010"
- "Aragua Linda
- "Así Cantan los Niños Cantores de Villa de Cura II 2015"
- "Tributo a Francisco Flores"

## Premios y reconocimientos
- "Patrimonio Cultural de Aragua", nombrado en 1994 por la Asamblea Legislativa del Estado Aragua
- Medalla de Bronce en el Certamen de Tolosa (País Vasco, 1998)
- Primer Premio en el Festival de Des Moines (Iowa, 2001)
- Primer Premio de Música Académica en el X Festival Internacional Coral Inocente Carreño (Margarita, 2006)